# Oost-Saksisch voetbalkampioenschap 1914/15
In 1914/15 werd het dertiende voetbalkampioenschap van Oost-Saksen gespeeld, dat georganiseerd werd door de Midden-Duitse voetbalbond. BC Sportlust Dresden werd kampioen. Door het uitbreken van de Eerste Wereldoorlog vond er dit jaar geen verdere eindronde om de Midden-Duitse of nationale titel plaats. 

## 1. Klasse
| Plaats | Club                         | Wed.           | W              | G              | V              | Saldo          | Ptn.           |
| ------ | ---------------------------- | -------------- | -------------- | -------------- | -------------- | -------------- | -------------- |
| 1.     | BC Sportlust 1900 Dresden    | 18             | 15             | 1              | 2              | 67:19:00       | 31:05          |
| 2.     | VfR Habsburg Dresden         | 18             | 14             | 0              | 4              | 71:34:00       | 28:08          |
| 3.     | Dresdner FC Fußballring 1902 | 18             | 12             | 0              | 6              | 39:41:00       | 24:12          |
| 4.     | Dresdner SC 1898             | 18             | 10             | 2              | 6              | 65:37:00       | 22:14          |
| 5.     | FC Brandenburg 1901 Dresden  | 17             | 7              | 4              | 6              | 40:34:00       | 18:16          |
| 6.     | Dresdner SV Guts Muts 1902   | 17             | 7              | 0              | 10             | 41:47:00       | 14:20          |
| 7.     | VfB 1903 Dresden             | 18             | 6              | 2              | 10             | 38:48:00       | 14:22          |
| 8.     | FV Sachsen 1900 Dresden      | 18             | 6              | 0              | 12             | 32:46:00       | 12:24          |
| 9.     | SpVgg 1905 Dresden           | 18             | 5              | 1              | 12             | 46:38:00       | 11:25          |
| 10.    | Dresdner FC von 1893         | 18             | 2              | 0              | 16             | 20:115         | 04:32          |
| 11.    | Dresdner BC                  | Teruggetrokken | Teruggetrokken | Teruggetrokken | Teruggetrokken | Teruggetrokken | Teruggetrokken |

|  | Kampioen   |
|  | Degradatie |